# Кристофер фон Дейлен
Кристофер фон Дейлен (на немски: Christopher von Deylen) е германски продуцент на електронна музика и едната половина от дуото Schiller.

## Биография
Фон Дейнел е роден през 1970 в германския град Фисельоведе, близо до Хамбург. Като дете взима уроци по пиано и свири на кийборд. Тогава записва първата си демо касета със собствени композиции. По-късно завършва школата по изкуства към университета в Люнебург, след което започва да учи тонрежисура. След дипломирането си работи като журналист на свободна практика в Хамбург. През 1998, когато се включва в проекта Schiller, го огрява славата – още първият им албум жъне успех.
Той е добре познат с работата си по транс и хаус проекти и със сътрудничеството с много музиканти от тази сцена като Фери Корстен, Дани Теналя, Скот Хенри, Дейв Сийман, Trance Allstars и др. Освен с изпълнители от електронната музика, фон Дейлен е работил и с музиканти като Gregorian, Майк Олдфийлд, Сара Брайтмън и Таря Турунен.